# Ворентон (Мисури)
Ворентон (енгл. Warrenton) град је у америчкој савезној држави Мисури.

## Демографија
По попису из 2010. године број становника је 7.880, што је 2.599 (49,2%) становника више него 2000. године.
| Група             | 2000.         | 2010.         |
| Белци             | 5.011 (94,9%) | 7.221 (91,6%) |
| Афроамериканци    | 90 (1,7%)     | 162 (2,1%)    |
| Азијати           | 20 (0,4%)     | 55 (0,7%)     |
| Хиспаноамериканци | 68 (1,3%)     | 288 (3,7%)    |
| Укупно            | 5.281         | 7.880         |